# Decreto legislativo luogotenenziale 7 gennaio 1946, n. 1
Il decreto legislativo luogotenenziale sulla ricostituzione delle amministrazioni comunali su base elettiva, promulgato il 1 gennaio 1946, fu la normativa attraverso la quale furono restaurati i consigli comunali italiani dopo la caduta del regime fascista. Il suo impianto generale fu poi la base per il meccanismo proporzionalistico che regolò la vita politica locale durante gran parte della seconda metà del XX secolo.

## Principi generali
La nuova normativa riesumò le disposizioni per la nomina della giunta comunale del regio decreto nº148 del 4 febbraio 1915. Per la designazione del sindaco era richiesta la maggioranza dei due terzi nelle prime due votazioni, e la maggioranza assoluta nella terza; in caso di insuccesso si rinviava il tutto ad una seconda seduta, nella quale era previsto un eventuale ballottaggio per chiudere la nomina entro la seconda votazione. Sia il sindaco che gli assessori dovevano essere consiglieri. Era prevista la figura dell'assessore supplente, cioè di consiglieri pronti ad entrare in giunta nel caso di dimissioni personali di singoli assessori. La durata del mandato del consiglio comunale era di 4 anni. La surroga era espressamente prevista in caso di morte o incompatibilità, mentre nulla si diceva circa eventuali dimissioni.
Ben distinta in due categorie era invece il sistema elettorale: da una parte le città con almeno 30.000 abitanti cui erano equiparati i capoluoghi di provincia, dall'altra tutti gli altri comuni.

## Città
Nelle grandi città e in tutti i capoluoghi il consiglio comunale era composto da:
- 80 consiglieri, fra i quali andavano scelti 14 assessori, nei comuni sopra i 500.000 abitanti;
- 60 consiglieri, fra i quali andavano scelti 12 assessori, nei comuni sopra i 250.000 abitanti;
- 50 consiglieri, fra i quali andavano scelti 10 assessori, nei comuni sopra i 100.000 abitanti;
- 40 consiglieri, fra i quali andavano scelti 6 assessori, nei comuni sopra i 30.000 abitanti e nei piccoli capoluoghi.

Il sistema elettorale era proporzionale con voto di preferenza. L'elettore poteva scegliere 5, 4, 3 o 2 candidati a seconda delle quattro predette classi di grandezza dei comuni. L'elemento più curioso era però la previsione del voto negativo: essendo i nomi dei candidati già prestampati sulla scheda, l'elettore poteva annullare una preferenza a ciascuno dei candidati della lista votata, purché non arrivasse a depennarli tutti. È solo da accennare come la combinazione fra la preferenza multipla e il voto negativo incitasse a pesanti fenomeni di correntismo nei partiti politici.
La divisione dei seggi fra le liste avveniva col metodo D'Hondt delle maggiori medie: i voti ottenuti dai vari partiti si dividevano per un divisore via via crescente di un'unità, e prendendo i migliori risultati così ottenuti.

## Piccoli comuni
Nei centri minori il consiglio comunale era composto da:
- 30 consiglieri, fra i quali andavano scelti 4 assessori, nei comuni sopra i 10.000 abitanti;
- 20 consiglieri, fra i quali andavano scelti 4 assessori, nei comuni sopra i 3.000 abitanti;
- 15 consiglieri, fra i quali andavano scelti 2 assessori, nei restanti comuni.

Il sistema elettorale era maggioritario plurinominale limitato. Se i candidati si presentavano in liste di partito, tale collegamento aveva più che altro una funzione propagandistica, poiché era in vigore il meccanismo di panachage che autorizzava l'elettore a votare candidati di liste diverse. Per assicurare la rappresentanza delle minoranze il numero delle preferenze esprimibili dall'elettore, come il numero di candidati di ciascuna lista, era limitato ai quattro quinti dei seggi da eleggere. Anche qui l'elettore che avesse indicato un voto di lista aveva facoltà di esprimere voti negativi, cui era ovviamente obbligato a ricorrere qualora volesse esercitare il panachage.
Per individuare i consiglieri eletti, ogni candidato veniva preso a titolo individuale e senza vincolo di partito: molto semplicemente, venivano eletti i candidati col maggior numero di preferenze, indipendentemente dalle liste in cui erano inseriti.